# Raphael Veiga
Raphael Cavalcante Veiga (* 19. června 1995) je brazilský profesionální fotbalista, který hraje na pozici ofenzivního záložníka za klub Sociedade Esportiva Palmeiras a brazilský národní tým.

## Klubová kariéra

### Coritiba
Veiga se narodil v São Paulu, jako mladík hrál za Portuguesu nebo Audax než v září 2013 přestoupil do Coritiby. Dva roky strávil v mládežnickém týmu, než byl v únoru 2016 povýšen do prvního týmu.
Veiga si odbyl svůj profesionální debut 10. března 2016, kdy nastoupil jako náhradník ve druhém poločase za Thiaga Lopese při domácím vítězství 3:0 v Primeira Lize nad Avaí. Svůj debut v Série A absolvoval 23. července, kdy nastoupil v zápase, ve kterém jeho tým vyhrál 1:0 na hřišti Santa Cruz.
Veiga vstřelil svůj první gól v profesionálním fotbale 3. srpna 2016 při prohře 1:3 s Vitórií.

### Palmeiras
Po 19 ligových vystoupeních a třech gólech byl Veiga 19. prosince prodán do Palmeiras, kde podepsal pětiletou smlouvu.

#### Hostování v Atlético Paranaense
Dne 2. ledna 2018, po tom, co byl jen sporadicky využíván Palmeiras, přešel Veiga na roční hostování do Atlético Paranaense. Během hostování se stal pravidelným hráčem základní sestavy a vstřelil sedm gólů, když klub skončil na sedmém místě; také byl důležitou součástí týmu na Copa Sudamericana 2018, když klub nakonec získal titul.

#### Návrat do Palmeiras
Do Palmeiras se vrátil na sezónu 2019, Veiga ovšem nebyl pravidelným hráčem základní sestavy pod trenéry Luizem Felipem Scolarim a Vanderleiem Luxemburgem. V roce 2020, po příchodu nového trenéra Abela Ferreiry, se stal nepopiratelným členem sestavy a pravidelně střílel góly.
Dne 27. listopadu 2021 Veiga vstřelil první gól ve finále Copa Libertadores 2021, který přispěl k výhře 2:1 nad Flamengem.
Dne 12. února 2022 Veiga proměnil penaltu ve finále Mistrovství světa ve fotbale klubů 2021 proti Chelsea, při prohře 1:2.

## Reprezentační kariéra
Veiga byl poprvé povolán do brazilského národního týmu v březnu 2023 na přátelský zápas proti Maroku. Veiga nastoupil jako náhradník v 65. minutě při prohře 2:1.
Veiga byl znovu povolán v červnu 2023, kdy byl použit jako náhradník v obou zápasech reprezentačního výběru během této reprezentační přestávky, při výhře 4:1 nad Guinejí a prohře 4:2 se Senegalem, oba zápasy byly přátelské.
V září 2023 byl Veiga zařazen do kádru Brazílie na jejich zápasy proti Bolívii a Peru v kvalifikačních zápasech na Mistrovství světa ve fotbale 2026. Byl nevyužitým náhradníkem během vítězství 5:1 nad Bolívii a střídal Neymara v nastavení utkání proti Peru, které Brazílie vyhrála 1:0.

## Statistiky

### Klubové
Platí k zápasu hranému 1. listopadu 2024.
| Klub                            | Sezóna            | Liga              | Liga   | Liga | Státní liga | Státní liga | Národní pohár | Národní pohár | Kontinentální | Kontinentální | Ostatní | Ostatní | Celkově | Celkově |
| Klub                            | Sezóna            | Soutěž            | Zápasy | Góly | Zápasy      | Góly        | Zápasy        | Góly          | Zápasy        | Góly          | Zápasy  | Góly    | Zápasy  | Góly    |
| ------------------------------- | ----------------- | ----------------- | ------ | ---- | ----------- | ----------- | ------------- | ------------- | ------------- | ------------- | ------- | ------- | ------- | ------- |
| Coritiba                        | 2016              | Série A           | 19     | 3    | 0           | 0           | 1             | 0             | —             | —             | 1       | 0       | 21      | 3       |
| Palmeiras                       | 2017              | Série A           | 11     | 0    | 7           | 1           | 1             | 0             | 1             | 0             | —       | —       | 20      | 1       |
| Palmeiras                       | 2019              | Série A           | 19     | 3    | 4           | 1           | 1             | 0             | 6             | 1             | —       | —       | 30      | 5       |
| Palmeiras                       | 2020              | Série A           | 26     | 11   | 9           | 1           | 8             | 4             | 10            | 2             | 2       | 0       | 55      | 18      |
| Palmeiras                       | 2021              | Série A           | 31     | 10   | 4           | 0           | 2             | 0             | 12            | 5             | 3       | 3       | 52      | 18      |
| Palmeiras                       | 2022              | Série A           | 19     | 3    | 13          | 7           | 3             | 2             | 9             | 6             | 4       | 3       | 48      | 21      |
| Palmeiras                       | 2023              | Série A           | 30     | 9    | 14          | 3           | 4             | 1             | 10            | 3             | 1       | 2       | 59      | 18      |
| Palmeiras                       | 2024              | Série A           | 27     | 9    | 12          | 7           | 4             | 0             | 7             | 2             | 1       | 0       | 51      | 18      |
| Palmeiras                       | Celkově           | Celkově           | 163    | 45   | 63          | 20          | 23            | 7             | 55            | 19            | 11      | 8       | 320     | 100     |
| Atlético Paranaense (hostování) | 2018              | Série A           | 31     | 7    | —           | —           | 7             | 0             | 10            | 2             | —       | —       | 48      | 9       |
| Celkově v kariéře               | Celkově v kariéře | Celkově v kariéře | 213    | 49   | 63          | 20          | 31            | 7             | 65            | 21            | 12      | 8       | 391     | 112     |

## Úspěchy

### Klubové
Palmeiras
- Pohár osvoboditelů: 2020, 2021
- Campeonato Brasileiro Série A: 2022, 2023
- Copa do Brasil: 2020
- Campeonato Paulista: 2020, 2022, 2023, 2024
- Recopa Sudamericana: 2022
- Supercopa do Brasil: 2023
- Poražený finalista Mistrovství světa ve fotbale klubů: 2021

Atlético Paranaense
- Copa Sudamericana: 2018

### Individuální
- Zlatý míč Copa do Brasil: 2020
- Tým finále Copa do Brasil: 2020
- Tým roku Poháru osvoboditelů: 2021
- Tým roku Campeonato Brasileiro Série A: 2021
- Tým roku Troféu Mesa Redonda: 2021, 2023, 2024
- Bola de Ouro: 2021, 2023
- Tým roku Jižní Ameriky: 2021
- Muž zápasu na Mistrovství světa ve fotbale klubů 2021: Palmeiras 2:0 Al-Ahly
- Tým roku Campeonato Paulista: 2022, 2023
- Muž zápasu na Supercopa do Brasil: 2023
- Nejlepší hráč Campeonato Paulista: 2023